# Hemirhamphodon
Hemirhamphodon is een geslacht van straalvinnige vissen uit de familie van halfsnavelbekken (Hemiramphidae).

## Soorten
- Hemirhamphodon chrysopunctatus Brembach, 1978
- Hemirhamphodon kapuasensis Collette, 1991
- Hemirhamphodon kuekenthali Steindachner, 1901
- Hemirhamphodon pogonognathus (Bleeker, 1853)
- Hemirhamphodon phaiosoma (Bleeker, 1852)
- Hemirhamphodon tengah Collette, 1991